# 2-Halokiselinska dehalogenaza
2-halokiselinska dehalogenaza (EC 3.8.1.2, 2-halokiselinska dehalogenaza (nespecifična), 2-halokiselinska halidohidrolaza (nespecifična), 2-haloalkanoidno kiselinska dehalogenaza, 2-haloalkanoidno kiselinska halidohidrolaza, 2-halokarboksilno kiselinska dehalogenaza II, DL-2-halokiselinska dehalogenaza (nespecifična), L-2-halokiselinska dehalogenaza, L-DEX) je enzim sa sistematskim imenom (S)-2-halokiselina halidohidrolaza. Ovaj enzim katalizuje sledeću hemijsku reakciju
()-2-halokiselina + 2O {\displaystyle \rightleftharpoons } (R)-2-hidroksikiselina + halid
Ovaj enzim deluje na kiseline sa kratkim lancima, C2 do C4.

## Literatura
- Nicholas C. Price; Lewis Stevens (1999). Fundamentals of Enzymology: The Cell and Molecular Biology of Catalytic Proteins (Third изд.). USA: Oxford University Press. ISBN 019850229X.
- Eric J. Toone (2006). Advances in Enzymology and Related Areas of Molecular Biology, Protein Evolution (Volume 75 изд.). Wiley-Interscience. ISBN 0471205036.
- Branden C; Tooze J. Introduction to Protein Structure. New York, NY: Garland Publishing. ISBN 0-8153-2305-0.
- Irwin H. Segel. Enzyme Kinetics: Behavior and Analysis of Rapid Equilibrium and Steady-State Enzyme Systems (Book 44 изд.). Wiley Classics Library. ISBN 0471303097.

## Spoljašnje veze
- (S)-2-haloacid+dehalogenase на 